# Kanton Brest-Saint-Marc
Kanton Brest-Saint-Marc (fr. Canton de Brest-Saint-Marc) je francouzský kanton v departementu Finistère v regionu Bretaň. Skládá se z části města Brest.